# Metalimnobia improvisa
Metalimnobia improvisa är en tvåvingeart som först beskrevs av Alexander 1933.  Metalimnobia improvisa ingår i släktet Metalimnobia och familjen småharkrankar. Inga underarter finns listade i Catalogue of Life.